# Карпин, Валерий Георгиевич
Вале́рий Гео́ргиевич Ка́рпин (род. 2 февраля 1969, Нарва) — российский футбольный тренер, ранее выступавший как футболист на позиции полузащитника. Заслуженный мастер спорта России (2012). Главный тренер сборной России с 26 июля 2021 года и московского «Динамо» с 13 июня 2025 года.
Автор первого гола в постсоветской истории сборной России. Один из лучших футболистов в истории сборной России.
В 2005 году был капитаном сборной России по пляжному футболу. Выиграл серебро в составе команды на домашнем для неё Кубке Европы 2005 года, хотя не смог выйти на поле из-за травмы. С 16 февраля по 24 июля 2017 — эксперт и главный редактор футбольных трансляций телеканала «Матч ТВ». Помимо российского гражданства, также имеет гражданства Эстонии и Испании.

## Клубная карьера

### Ранние годы
С восьми лет стал ходить в Нарвскую футбольную школу, где его первым тренером стал Юрий Шаламов. Выступал за детские сборные Эстонской ССР и на турнирах клуба «Кожаный мяч». Также играл в хоккей и в 12 лет входил в детскую сборную ЭССР. В 15 лет перешёл в спортшколу Калининского района Таллина, откуда попал в местную «Звезду».
В 17 лет зачислен в таллинский футбольный клуб «Спорт», который выступал во второй лиге СССР, а главным тренером был Валерий Овчинников. Через год, будучи военнообязанным, поехал вместе с командой Прибалтийского военного округа на турнир во Львов, откуда уже поехал в Москву, в московский ЦСКА. В основной команде юному игроку места не было, поэтому «службу» проходил в фарм-клубе ЦСКА-2.
В 1989 году, по окончании армейской службы, играл за воронежский «Факел», выступая на позиции левого полузащитника.

### «Спартак» (Москва)
В 1990 году перешёл в московский «Спартак», куда его пригласил селекционер Валентин Покровский. Поначалу в клубе Карпин получал заработную плату 60 рублей, что было втрое меньше, чем футболист зарабатывал в воронежском «Факеле».
Главный тренер команды Олег Романцев перевёл Карпина на правый фланг полузащиты. За команду Валерий дебютировал в игре с ЦСКА и отдал две голевые передачи, чем помог «Спартаку» одержать победу со счётом 5:4. В 1/8 финала Кубка чемпионов с «Наполи» именно Валерию было доверено наносить первый удар в серии пенальти, и свою попытку полузащитник реализовал.
В сезоне 1991 Карпин стабильно играл в основе «красно-белых», хотя и находился в тени таких игроков, как Василий Кульков, Игорь Шалимов и Александр Мостовой. Однако после отъезда этих игроков в европейские клубы Карпин становится одним из лидеров «Спартака», который в те годы единолично властвует в российском чемпионате. В составе команды Валерий сумел стать трёхкратным чемпионом России.

### «Реал Сосьедад»
После чемпионата мира в США переехал играть в Испанию. Первым клубом Карпина стал баскский «Реал Сосьедад». Одним из значимых моментов стало участие Карпина в телевизионной передаче на баскском телевидении, в которой он в прямом эфире спел песню на баскском языке про любовь юноши к девушке. В команде Валерий сразу стал игроком стартового состава, заняв позицию правого полузащитника.
На закате своей карьеры в 2002 году Карпин вернулся в «Реал Сосьедад». Первый же сезон после возвращения стал для Карпина одним из лучших в карьере: команда едва не выиграла чемпионат, лишь на финише пропустив вперёд себя «Реал Мадрид», а Валерий был безоговорочным лидером команды и забил восемь голов. В этой же команде 36-летний Карпин в 2005 году завершил карьеру.

### «Валенсия»
Перед сезоном 1995/96 заключил пятилетний контракт с «Реал Сосьедад» — трансфер стоил 1,1 млрд песет (8,8 млн долларов), но уже в следующем сезоне выступал за «Валенсию», одну из сильнейших команд чемпионата. Карпин провёл сезон на достаточно хорошем уровне, однако сама команда его провалила, заняв лишь 10-е место по итогам чемпионата.

### «Сельта»
В 1997 году Карпин пополнил состав «Сельты», куда годом ранее перешёл его партнёр по сборной Александр Мостовой. Становился лучшим универсальным игроком чемпионата Испании 1998/99 по версии журнала «Don Balon». Для «Сельты» этот период стал лучшим в истории, команда на протяжении нескольких сезонов финишировала в зоне еврокубков и добивалась ярких результатов в Европе, а российские полузащитники оставались бессменными лидерами команды.
В 2000 году в судебном порядке добился признания равноправия российских и испанских граждан (не только футболистов) в получении социального обеспечения, в том числе по нетрудоспособности. Российские спортсмены смогли быть полностью приравнены к игрокам из Евросоюза только по результатам «дела Симутенкова» в 2005 году.

## Карьера в сборной
Выступал с 1992 по 2003 годы за сборную России, проведя 72 игры и забив 17 голов. Один из голов Карпина принёс сборной историческую победу над Францией 5 июня 1999. Карпин был одним из футболистов сборной России, чья подпись стояла под «Письмом четырнадцати». Участвовал в чемпионатах мира 1994 и 2002 годов, в чемпионате Европы 1996 года.
24 апреля 1997 года Карпин объявил об отказе играть за сборную в знак протеста против того, что Борис Игнатьев не вызвал его на матч против сборной Люксембурга. Защитник сборной Виктор Онопко неоднократно пытался уговорить Карпина вернуться в сборную, и даже сам Игнатьев просил игрока не делать поспешных решений, однако Карпин был непреклонен. Тем не менее, он вернулся в сборную России уже при Анатолии Бышовце.
17 апреля 2002 года во время товарищеского матча Франции на 70-й минуте Карпин ввязался в потасовку с рядом игроков французской сборной, возмущённых его грубой игрой. Карпин уверял, что драку затеял Биксент Лизаразю, который постоянно фолил против Карпина: только тот факт, что матч был товарищеским, позволил избежать удаления хоть кого-то из игроков на поле. После матча на Карпина в раздевалке набросился француз Патрик Виейра, что переросло в драку игроков обеих сборных, в ходе которой Карпин получил синяк под глазом.
В марте 2003 года принял решение завершить выступления за сборную России.

## Пляжный футбол
В 2005 году был капитаном сборной России по пляжному футболу. Выиграл «серебро» в составе команды на домашнем для неё Кубке Европы 2005.

## Тренерская карьера

### «Спартак» (Москва)
С 8 августа 2008 года по 13 декабря 2012 года — генеральный директор ФК «Спартак» Москва. 16 апреля 2009 года временно возглавил «Спартак» после увольнения главного тренера клуба Микаэля Лаудрупа.
30 ноября 2009 года получил тренерскую лицензию А и поступил на курсы по получению лицензии Pro. С этого момента стал считаться главным тренером клуба. 12 декабря 2010 года окончил 240-часовое обучение и получил лицензию Pro.
В 2010 году привёл «Спартак» к 4 месту в чемпионате России и 3 месту на групповом этапе Лиги чемпионов, дающем право выступать в дальнейшем розыгрыше Лиги Европы. Сам Карпин сказал, что «оценка сезона — неудовлетворительная, поставленные задачи мы не выполнили». В декабре продлил контракт с клубом на полтора года.
19 апреля 2011 года написал заявление об уходе по собственному желанию с должности главного тренера из-за неудовлетворительных результатов команды, находящейся на последнем месте в чемпионате России. После выигрыша в четвертьфинале Кубка России у «Краснодара» игроки «Спартака» надели футболки в поддержку Карпина, после чего руководство клуба отложило его отставку.
После сезона 2011/2012 руководство клуба во главе с Леонидом Федуном решило расстаться с Карпиным как с главным тренером и пригласило испанского экс-наставника «Валенсии» Унаи Эмери.

25 ноября 2012 года, после того как «Спартак» крупно проиграл «Динамо» (1:5), Карпин на послематчевой пресс-конференции заявил: 
Акционерами клуба принято решение, что Унаи Эмери больше не будет тренировать «Спартак». Остальное объявим завтра-послезавтра

На следующий день «Спартак» объявил о назначении Карпина исполняющим обязанности главного тренера до конца 2012 года. В первом матче под руководством Карпина «Спартак» уступил «Зениту» со счётом 2:4. 11 декабря стало известно, что Карпин останется тренером до конца сезона. 13 декабря, будучи утверждённым на пост главного тренера на 1,5 года, покинул пост генерального директора клуба. Это стало известно после того, как владелец «Спартака» Леонид Федун заявил: 
Как президент клуба хочу заявить, что Валерий Карпин назначен на должность главного тренера команды с контрактом на полтора года. В течение этого срока перед ним поставлена задача выиграть один из трёх трофеев — чемпионат России, Кубок России или еврокубковый турнир. При этом Карпин покидает пост генерального директора, который занимал в течение четырёх с лишним лет. Что касается непосредственного руководства клубом, то на должность исполняющего обязанности генерального директора назначен Роман Асхабадзе, который ранее являлся заместителем генерального директора клуба
29 августа в рамках раунда плей-офф Лиги Европы «Спартак» уступил по сумме двух встреч швейцарскому «Санкт-Галлену» 1:1, 2:4.
18 марта 2014 года «Спартак» и Карпин расстались по обоюдному согласию. Позже Леонид Федун объяснил увольнение Карпина следующими словами:
Валерий Карпин за время своего пребывания в «Спартаке» израсходовал больше 250 миллионов долларов на покупки, продав, если не ошибаюсь на 87. Вот и всё, понимаете? На 280 миллионов можно было купить трёх Халков… Сбитый лётчик может говорить всё, но он сбитый лётчик.

### «Мальорка»
12 августа 2014 года Карпин стал главным тренером «Мальорки» из второго дивизиона чемпионата Испании. После пяти туров команда, набрав одно очко, занимала последнее — 22-е место — в таблице, а ранее ещё и завершила борьбу в Кубке страны, что поставило тренера на грань увольнения. В случае увольнения из «Мальорки» Карпин мог получить до 400 тысяч евро компенсации. Однако увольнение не состоялось, и команда под руководством Карпина провела 7 игр без поражений (одержала пять побед подряд и дважды сыграла вничью), в какой-то момент отставая от шестой строчки, дающей право на участие в плей-офф за выход в примеру, всего на два очка. Однако потом команда начала выступать неровно, и после трёх поражений подряд в конце января — начале февраля 2015 года вопрос об увольнении Карпина снова был поднят. «Мальорка» и Карпин сперва не могли договориться о выплате неустойки, однако 10 февраля 2015 года было объявлено, что Карпин уволен.

### «Торпедо» (Армавир)
9 июля 2015 года стало известно о назначении Карпина главным тренером клуба ФНЛ «Торпедо» Армавир. Первые пять матчей Карпина в ФНЛ окончились со счётом 0:0, что стало новым рекордом лиги. Затем наступила полоса неудач — поражение 0:1 от «Волги» и разгром 0:4 от «Томи». В матче 8-го тура «Торпедо» забило первые голы, одержав победу над «Сибирью» 2:0, затем в дебютном матче Кубка России с тем же счётом одержав победу над СКА Ростов-на-Дону. Однако затем команду вновь ожидал спад, она не смогла выйти из зоны вылета и покинула ФНЛ по итогам сезона. 23 июня 2016 года Карпин покинул свой пост. Стороны расторгли контракт по обоюдному соглашению.

### «Ростов»
19 декабря 2017 года был назначен главным тренером «Ростова», контракт был рассчитан на 2,5 года. На тот момент Карпин был редактором футбольных трансляций на канале «Матч ТВ» и уже полтора года не работал в футболе. «Жёлто-синие» находились на 10-м месте и опережали зону стыковых матчей на четыре очка. Первые пять матчей не принесли ни одной победы — две ничьих и три поражения. В концовке чемпионата ростовчане одержали три победы над прямыми конкурентами в борьбе за выживание и сохранили прописку в высшем дивизионе. В феврале 2020 года продлил контракт на 5 лет.
В мае 2021 года был дисквалифицирован на три матча чемпионата России из-за того, что бросил бутылку в судью.
2 августа 2021 года «Ростов» объявил об уходе Карпина с поста главного тренера. 10 марта 2022 года Карпин вновь возглавил «Ростов», совмещая должность главного тренера сборной России.
25 февраля 2025 года в СМИ появилась информация, что контракт с «Ростовом» расторгнут.

### Сборная России
23 июля 2021 года был назначен главным тренером сборной России. Контракт рассчитан до 31 декабря 2021 года с возможностью дальнейшего продления при условии попадания сборной в стыковые матчи на чемпионат мира 2022. Планировалось, что в течение полугода Карпин будет совмещать работу в сборной и в «Ростове», однако уже 2 августа он объявил об уходе из клуба — после поражений в первых двух турах чемпионата России.
1 сентября 2021 года сборная России провела первый домашний матч под руководством нового тренера, сыграв вничью 0:0 со сборной Хорватии в отборочном матче чемпионата мира 2022. Через три дня Карпин одержал первую победу во главе российской сборной, которая со счётом 2:0 обыграла в гостях сборную Кипра. Аналогично в следующем матче под руководством Валерия сборная обыграла Мальту, но уступила по разнице мячей первую строчку промежуточной турнирной таблицы в группе хорватам, разгромившим своего соперника с более крупным счётом.
8 октября 2021 года сборная России под руководством Карпина обыграла сборную Словакии (1:0), 11 октября на выезде была обыграна Словения (1:2). В ноябре 2021 года с крупным счётом была обыграна сборная Кипра (6:0). Для выхода на чемпионат мира 2022 с первого места сборной России было достаточно ничьей в последнем матче отборочного турнира со сборной Хорватии. Однако в этом матче добиться положительного результата у сборной России не получилось: проиграв Хорватии в гостевом матче 0:1, россияне заняли итоговое второе место в группе и прошли в стыковые матчи. 21 ноября 2021 года Карпин заявил, что продолжит тренировать сборную в стыковых матчах к чемпионату мира 2022.
В 2022 году сборная России была отстранена от международных соревнований в связи с военной агрессией против Украины, однако Карпин остался на посту главного тренера.

### «Динамо» (Москва)
13 июня 2025 года Карпин стал главным тренером московского «Динамо», подписав контракт до лета 2028 года. Российский футбольный союз дал согласие на совмещение постов в клубе и сборной. Дебютным матчем для Карпина в роли тренера «Динамо» стала встреча с медиафутбольным клубом 2DROTS в рамках Media х Pro Cup 2025. Основное время игры закончилось в пользу команды Карпина со счётом 3:0, в послематчевой серии пенальти «Динамо» уступило «дротам».

## Личная жизнь
В августе 2003 года получил эстонское гражданство для того, чтобы не считаться в странах ЕС легионером, сохранив при этом российское. Позже получил также гражданство Испании.
В 1990-е годы состоял в краткосрочных отношениях с Владой Беловой, дочь — Вероника Бурда (в девичестве Рего; род. 1990). В 2010 году Карпин признал отцовство.
Первая жена — Светлана. Дочери — Мария (род. 24 февраля 1996), Валерия (род. 18 февраля 2001).
Вторая жена — Альба Фернандес, испанская актриса.
Третья жена (с июня 2017 года) — Дарья Гордеева (в девичестве Авраменко). Поженились 10 июня 2017 года в Нарва-Йыэсуу. У Гордеевой от первого брака есть дочь Анита, рождённая в 2010 году. Совместные дочери — Дарья (род. 4 сентября 2018), Александра (род. 4 апреля 2020).

### Бизнес и телевидение
По окончании выступления за «Реал Сосьедад» в 2005 году остался в Испании и стал заниматься бизнесом. С 2007 по 2010 год строительная фирма Карпина была главным спонсором велошоссейной команды «Карпин-Галисия», где Карпин также исполнял функции президента, и клуба второго испанского дивизиона по волейболу «Виго Валерий Карпин». Вёл передачу о футболе «El Rondo» на испанском телеканале TVE2. Работал комментатором на пяти матчах сборной Испании.
С июля 2016 года по июль 2017 года — эксперт телеканала «Матч ТВ», с 16 февраля 2017 по 24 июля 2017 — главный редактор футбольных трансляций телеканала «Матч ТВ». В марте 2017 работал одним из комментаторов на матчах 1/8 Лиги Европы «Сельта» — «Краснодар». Генеральный менеджер футбольной команды в шоу «Кто хочет стать легионером?» (2017) на «Матч ТВ».
С 30 марта 2025 года — амбассадор букмекерской компании BetBoom в рамках телеигры «Что? Где? Когда?».

## Статистика

### Клубная
| Выступление      | Выступление      | Выступление      | Лига | Лига | Кубок | Кубок | Суперкубок | Суперкубок | Еврокубки | Еврокубки | Итого | Итого |
| Клуб             | Лига             | Сезон            | Игры | Голы | Игры  | Голы  | Игры       | Голы       | Игры      | Голы      | Игры  | Голы  |
| ---------------- | ---------------- | ---------------- | ---- | ---- | ----- | ----- | ---------- | ---------- | --------- | --------- | ----- | ----- |
| ЦСКА (Москва)    | Первая лига      | 1988             | 3    | 0    | 0     | 0     | 0          | 0          | 0         | 0         | 3     | 0     |
| ЦСКА (Москва)    | Итого            | Итого            | 3    | 0    | 0     | 0     | 0          | 0          | 0         | 0         | 3     | 0     |
| Факел            | Первая лига      | 1989             | 27   | 7    | 0     | 0     | 0          | 0          | 0         | 0         | 27    | 7     |
| Факел            | Итого            | Итого            | 27   | 7    | 0     | 0     | 0          | 0          | 0         | 0         | 27    | 7     |
| Спартак (Москва) | Высшая лига      | 1990             | 21   | 0    | 3     | 0     | 0          | 0          | 4         | 0         | 28    | 0     |
| Спартак (Москва) | Высшая лига      | 1991             | 28   | 3    | 5     | 1     | 0          | 0          | 8         | 1         | 41    | 5     |
| Спартак (Москва) | Высшая лига      | 1992             | 26   | 7    | 3     | 1     | 0          | 0          | 4         | 2         | 33    | 10    |
| Спартак (Москва) | Высшая лига      | 1993             | 30   | 13   | 2     | 1     | 0          | 0          | 10        | 4         | 42    | 18    |
| Спартак (Москва) | Высшая лига      | 1994             | 12   | 5    | 3     | 3     | 0          | 0          | 4         | 3         | 19    | 11    |
| Спартак (Москва) | Итого            | Итого            | 117  | 28   | 16    | 6     | 0          | 0          | 30        | 10        | 163   | 44    |
| Реал Сосьедад    | Примера          | 1994/95          | 35   | 3    | 3     | 0     | 0          | 0          | 0         | 0         | 38    | 3     |
| Реал Сосьедад    | Примера          | 1995/96          | 37   | 13   | 2     | 1     | 0          | 0          | 0         | 0         | 39    | 14    |
| Реал Сосьедад    | Итого            | Итого            | 72   | 16   | 5     | 1     | 0          | 0          | 0         | 0         | 77    | 17    |
| Валенсия         | Примера          | 1996/97          | 36   | 6    | 0     | 0     | 0          | 0          | 8         | 0         | 44    | 6     |
| Валенсия         | Итого            | Итого            | 36   | 6    | 0     | 0     | 0          | 0          | 8         | 0         | 44    | 6     |
| Сельта           | Примера          | 1997/98          | 37   | 4    | 0     | 0     | 0          | 0          | 0         | 0         | 37    | 4     |
| Сельта           | Примера          | 1998/99          | 34   | 8    | 0     | 0     | 0          | 0          | 7         | 1         | 41    | 9     |
| Сельта           | Примера          | 1999/2000        | 34   | 6    | 0     | 0     | 0          | 0          | 10        | 5         | 44    | 11    |
| Сельта           | Примера          | 2000/01          | 30   | 5    | 3     | 0     | 0          | 0          | 13        | 3         | 46    | 8     |
| Сельта           | Примера          | 2001/02          | 33   | 3    | 0     | 0     | 0          | 0          | 3         | 2         | 36    | 5     |
| Сельта           | Итого            | Итого            | 168  | 26   | 3     | 0     | 0          | 0          | 33        | 11        | 204   | 37    |
| Реал Сосьедад    | Примера          | 2002/03          | 36   | 8    | 1     | 0     | 0          | 0          | 0         | 0         | 37    | 8     |
| Реал Сосьедад    | Примера          | 2003/04          | 38   | 7    | 0     | 0     | 0          | 0          | 8         | 0         | 46    | 7     |
| Реал Сосьедад    | Примера          | 2004/05          | 34   | 5    | 0     | 0     | 0          | 0          | 0         | 0         | 34    | 5     |
| Реал Сосьедад    | Итого            | Итого            | 108  | 20   | 1     | 0     | 0          | 0          | 8         | 0         | 117   | 20    |
| Всего за карьеру | Всего за карьеру | Всего за карьеру | 531  | 103  | 25    | 7     | 0          | 0          | 79        | 21        | 635   | 131   |

### Матчи за сборные СНГ/России
| Матчи Карпина за сборные СНГ/России | Матчи Карпина за сборные СНГ/России | Матчи Карпина за сборные СНГ/России | Матчи Карпина за сборные СНГ/России | Матчи Карпина за сборные СНГ/России | Матчи Карпина за сборные СНГ/России                  | Матчи Карпина за сборные СНГ/России |
| №                                   | Дата                                | Оппонент                            | Счёт                                | Голы Карпина                        | Соревнование                                         |                                     |
| ----------------------------------- | ----------------------------------- | ----------------------------------- | ----------------------------------- | ----------------------------------- | ---------------------------------------------------- | ----------------------------------- |
| 1                                   | 29 апреля 1992                      | Англия                              | 2:2                                 | -                                   | Товарищеский матч                                    |                                     |
| 2                                   | 16 августа 1992                     | Мексика                             | 2:0                                 | 1                                   | Товарищеский матч                                    |                                     |
| 3                                   | 14 октября 1992                     | Исландия                            | 1:0                                 | -                                   | Отборочные матчи ЧМ-1994                             |                                     |
| 4                                   | 28 октября 1992                     | Люксембург                          | 2:0                                 | -                                   | Отборочные матчи ЧМ-1994                             |                                     |
| 5                                   | 13 февраля 1993                     | США                                 | 1:0                                 | -                                   | Товарищеский матч                                    |                                     |
| 6                                   | 17 февраля 1993                     | Сальвадор                           | 2:1                                 | -                                   | Товарищеский матч                                    |                                     |
| 7                                   | 21 февраля 1993                     | США                                 | 0:0                                 | -                                   | Товарищеский матч                                    |                                     |
| 8                                   | 24 марта 1993                       | Израиль                             | 2:2                                 | -                                   | Товарищеский матч                                    |                                     |
| 9                                   | 28 февраля 1993                     | Франция                             | 1:3                                 | -                                   | Товарищеский матч                                    |                                     |
| 10                                  | 6 октября 1993                      | Саудовская Аравия                   | 2:4                                 | -                                   | Товарищеский матч                                    |                                     |
| 11                                  | 20 июня 1994                        | Бразилия                            | 0:2                                 | -                                   | Финальные матчи ЧМ-1994                              |                                     |
| 12                                  | 24 июня 1994                        | Швеция                              | 1:3                                 | -                                   | Финальные матчи ЧМ-1994                              |                                     |
| 13                                  | 28 июня 1994                        | Камерун                             | 6:1                                 | -                                   | Финальные матчи ЧМ-1994                              |                                     |
| 14                                  | 7 сентября 1994                     | Германия                            | 0:1                                 | -                                   | Товарищеский матч                                    |                                     |
| 15                                  | 12 октября 1994                     | Сан-Марино                          | 4:0                                 | 1                                   | Отборочные матчи ЧЕ-1996                             |                                     |
| 16                                  | 16 ноября 1994                      | Шотландия                           | 1:1                                 | -                                   | Отборочные матчи ЧЕ-1996                             |                                     |
| 17                                  | 8 марта 1995                        | Словакия                            | 1:2                                 | 1                                   | Товарищеский матч                                    |                                     |
| 18                                  | 29 марта 1995                       | Шотландия                           | 0:0                                 | -                                   | Отборочные матчи ЧЕ-1996                             |                                     |
| 19                                  | 26 апреля 1995                      | Греция                              | 3:0                                 | -                                   | Отборочные матчи ЧЕ-1996                             |                                     |
| 20                                  | 31 мая 1995                         | Югославия                           | 2:1                                 | 1                                   | Товарищеский матч                                    |                                     |
| 21                                  | 7 июня 1995                         | Сан-Марино                          | 7:0                                 | -                                   | Отборочные матчи ЧЕ-1996                             |                                     |
| 22                                  | 16 августа 1995                     | Финляндия                           | 6:0                                 | 1                                   | Отборочные матчи ЧЕ-1996                             |                                     |
| 23                                  | 11 октября 1995                     | Греция                              | 2:1                                 | -                                   | Отборочные матчи ЧЕ-1996                             |                                     |
| 24                                  | 15 ноября 1995                      | Финляндия                           | 3:1                                 | -                                   | Отборочные матчи ЧЕ-1996                             |                                     |
| 25                                  | 7 февраля 1996                      | Мальта                              | 2:0                                 | 1                                   | Товарищеский матч                                    |                                     |
| 26                                  | 9 февраля 1996                      | Исландия                            | 3:0                                 | 2                                   | Товарищеский матч                                    |                                     |
| 27                                  | 27 марта 1996                       | Ирландия                            | 2:0                                 | -                                   | Товарищеский матч                                    |                                     |
| 28                                  | 24 апреля 1996                      | Бельгия                             | 0:0                                 | -                                   | Товарищеский матч                                    |                                     |
| 29                                  | 24 мая 1996                         | Катар                               | 5:2                                 | -                                   | Товарищеский матч                                    |                                     |
| 30                                  | 29 мая 1996                         | ОАЭ                                 | 1:0                                 | -                                   | Товарищеский матч                                    |                                     |
| 31                                  | 2 июня 1996                         | Польша                              | 2:0                                 | -                                   | Товарищеский матч                                    |                                     |
| 32                                  | 11 июня 1996                        | Италия                              | 1:2                                 | -                                   | Финальные матчи ЧЕ-1996                              |                                     |
| 33                                  | 16 июня 1996                        | Германия                            | 0:3                                 | -                                   | Финальные матчи ЧЕ-1996                              |                                     |
| 34                                  | 19 июня 1996                        | Чехия                               | 3:3                                 | -                                   | Финальные матчи ЧЕ-1996                              |                                     |
| 35                                  | 9 октября 1996                      | Израиль                             | 1:1                                 | -                                   | Отборочные матчи ЧМ-1998                             |                                     |
| 36                                  | 10 ноября 1996                      | Люксембург                          | 4:0                                 | 1                                   | Отборочные матчи ЧМ-1998                             |                                     |
| 37                                  | 12 марта 1997                       | Югославия                           | 0:0                                 | -                                   | Товарищеский матч                                    |                                     |
| 38                                  | 29 марта 1997                       | Кипр                                | 1:1                                 | -                                   | Отборочные матчи ЧМ-1998                             |                                     |
| 39                                  | 19 августа 1998                     | Швеция                              | 0:1                                 | -                                   | Товарищеский матч                                    |                                     |
| 40                                  | 5 сентября 1998                     | Украина                             | 2:3                                 | -                                   | Отборочные матчи ЧЕ-2000                             |                                     |
| 41                                  | 23 сентября 1998                    | Испания                             | 0:1                                 | -                                   | Товарищеский матч                                    |                                     |
| 42                                  | 10 октября 1998                     | Франция                             | 2:3                                 | -                                   | Отборочные матчи ЧЕ-2000                             |                                     |
| 43                                  | 14 октября 1998                     | Исландия                            | 0:1                                 | -                                   | Отборочные матчи ЧЕ-2000                             |                                     |
| 44                                  | 27 марта 1999                       | Армения                             | 3:0                                 | 2                                   | Отборочные матчи ЧЕ-2000                             |                                     |
| 45                                  | 31 марта 1999                       | Андорра                             | 6:1                                 | -                                   | Отборочные матчи ЧЕ-2000                             |                                     |
| 46                                  | 19 мая 1999                         | Беларусь                            | 1:1                                 | -                                   | Товарищеский матч                                    |                                     |
| 47                                  | 5 июня 1999                         | Франция                             | 3:2                                 | 1                                   | Отборочные матчи ЧЕ-2000                             |                                     |
| 48                                  | 9 июня 1999                         | Исландия                            | 1:0                                 | 1                                   | Отборочные матчи ЧЕ-2000                             |                                     |
| 49                                  | 18 августа 1999                     | Беларусь                            | 2:0                                 | -                                   | Товарищеский матч                                    |                                     |
| 50                                  | 4 сентября 1999                     | Армения                             | 2:0                                 | 1                                   | Отборочные матчи ЧЕ-2000                             |                                     |
| 51                                  | 8 сентября 1999                     | Андорра                             | 2:1                                 | -                                   | Отборочные матчи ЧЕ-2000                             |                                     |
| 52                                  | 9 октября 1999                      | Украина                             | 1:1                                 | 1                                   | Отборочные матчи ЧЕ-2000                             |                                     |
| 53                                  | 26 апреля 2000                      | США                                 | 2:0                                 | 1                                   | Товарищеский матч                                    |                                     |
| 54                                  | 16 августа 2000                     | Израиль                             | 1:0                                 | -                                   | Товарищеский матч                                    |                                     |
| 55                                  | 2 сентября 2000                     | Швейцария                           | 1:0                                 | -                                   | Отборочные матчи ЧМ-2002                             |                                     |
| 56                                  | 11 октября 2000                     | Люксембург                          | 3:0                                 | -                                   | Отборочные матчи ЧМ-2002                             |                                     |
| 57                                  | 28 февраля 2001                     | Греция                              | 3:3                                 | -                                   | Товарищеский матч                                    |                                     |
| 58                                  | 24 марта 2001                       | Словения                            | 1:1                                 | -                                   | Отборочные матчи ЧМ-2002                             |                                     |
| 59                                  | 28 марта 2001                       | Фарерские острова                   | 1:0                                 | -                                   | Отборочные матчи ЧМ-2002                             |                                     |
| 60                                  | 2 июня 2001                         | Югославия                           | 1:1                                 | -                                   | Отборочные матчи ЧМ-2002                             |                                     |
| 61                                  | 6 июня 2001                         | Люксембург                          | 2:1                                 | -                                   | Отборочные матчи ЧМ-2002                             |                                     |
| 62                                  | 15 августа 2001                     | Греция                              | 0:0                                 | -                                   | Товарищеский матч                                    |                                     |
| 63                                  | 1 сентября 2001                     | Словения                            | 1:2                                 | -                                   | Отборочные матчи ЧМ-2002                             |                                     |
| 64                                  | 5 сентября 2001                     | Фарерские острова                   | 3:0                                 | -                                   | Отборочные матчи ЧМ-2002                             |                                     |
| 65                                  | 14 ноября 2001                      | Латвия                              | 3:1                                 | -                                   | Товарищеский матч                                    |                                     |
| 66                                  | 13 февраля 2002                     | Ирландия                            | 0:2                                 | -                                   | Товарищеский матч                                    |                                     |
| 67                                  | 27 марта 2002                       | Эстония                             | 1:2                                 | -                                   | Товарищеский матч                                    |                                     |
| 68                                  | 17 апреля 2002                      | Франция                             | 0:0                                 | -                                   | Товарищеский матч                                    |                                     |
| 69                                  | 17 мая 2002                         | Югославия                           | 0:0                                 | -                                   | Кубок LG 2002                                        |                                     |
| 70                                  | 5 июня 2002                         | Тунис                               | 2:0                                 | 1                                   | Финальные матчи ЧМ-2002                              |                                     |
| 71                                  | 9 июня 2002                         | Япония                              | 0:1                                 | -                                   | Финальные матчи ЧМ-2002                              |                                     |
| 72                                  | 14 июня 2002                        | Бельгия                             | 2:3                                 | -                                   | Финальные матчи ЧМ-2002                              |                                     |
| 73                                  | 12 февраля 2003                     | Кипр                                | 1:0                                 | -                                   | Международный турнир Кипрской федерации футбола 2003 |                                     |

Итого: 73 матчей / 17 голов; 37 побед, 10 ничьих, 26 поражений.

### Тренерская
| Команда           | Начало работы   | Окончание работы | Результаты | Результаты | Результаты | Результаты | Результаты | Результаты | Результаты | Результаты |
| Команда           | Начало работы   | Окончание работы | И          | В          | Н          | П          | ГЗ         | ГП         | РМ         | В %        |
| ----------------- | --------------- | ---------------- | ---------- | ---------- | ---------- | ---------- | ---------- | ---------- | ---------- | ---------- |
| Спартак (Москва)  | 16 апреля 2009  | 14 мая 2012      | 122        | 61         | 27         | 34         | 203        | 145        | +58        | 050,00     |
| Спартак (Москва)  | 26 ноября 2012  | 18 марта 2014    | 39         | 19         | 9          | 11         | 63         | 44         | +19        | 048,72     |
| Мальорка          | 12 августа 2014 | 10 февраля 2015  | 25         | 7          | 6          | 12         | 30         | 39         | −9         | 028,00     |
| Торпедо (Армавир) | 11 июля 2015    | 23 июня 2016     | 40         | 11         | 10         | 19         | 30         | 45         | −15        | 027,50     |
| Ростов            | 19 декабря 2017 | 2 августа 2021   | 111        | 42         | 29         | 40         | 134        | 127        | +7         | 037,84     |
| Россия            | 23 июля 2021    | н. в.            | 24         | 17         | 6          | 1          | 70         | 8          | +62        | 070,83     |
| Ростов            | 10 марта 2022   | 25 февраля 2025  | 118        | 54         | 27         | 37         | 176        | 168        | +8         | 045,76     |
| Динамо (Москва)   | 13 июня 2025    | н. в.            | 7          | 2          | 2          | 3          | 7          | 12         | −5         | 028,57     |
| Всего             | Всего           | Всего            | 486        | 213        | 116        | 157        | 713        | 588        | +125       | 043,83     |

## Достижения

### Командные

#### В качестве игрока
«Спартак»
- Чемпион России: (3) 1992, 1993, 1994
- Обладатель Кубка СССР—СНГ: 1991/92
- Обладатель Кубка России: 1993/94
- Обладатель Кубка Содружества: (2) 1993, 1994
- Серебряный призёр чемпионата СССР: 1991

«Сельта»
- Обладатель Кубка Интертото: 2000
- Финалист Кубка Испании: 2000/01

Сборная России (пляжный футбол)
- Серебряный призёр Кубка Европы: 2005

#### В качестве тренера
«Спартак»
- Серебряный призёр чемпионата России: (2) 2009, 2011/12

### Личные

#### В качестве игрока
- Обладатель приза «Лидер национальной сборной»: 2000 («Спорт-Экспресс»)
- Лучший универсальный игрок чемпионата Испании 1998/99 (журнал «Don Balon»)
- В списках 33 лучших футболистов чемпионата России (3): № 1 (1992, 1993), № 2 (1994)
- Член Клуба 100 российских бомбардиров (2003)
- Член Клуба Григория Федотова
- Член Клуба Игоря Нетто

#### В качестве тренера
- Лучший тренер месяца чемпионата России (7): июль 2013[85], июль 2019[86], август 2019[87], апрель 2022[88], сентябрь 2022[89], ноябрь 2022[90], март 2024[91].